# 당신의 운명을 쓰고 있습니다
《당신의 운명을 쓰고 있습니다》는 웹드라마이다.

## 기획 의도
인간의 운명을 쓰는 '씬' 드라마

## 제작진
- 극본 : 은선우
- 연출 : 김병수

## 출연진
- 전소니 : 고체경 역
- 기도훈 : 신호윤 역
- 박상남 : 명 역
- 김우석 : 정바름 역
- 갈소원 : 삼신 역
- 강은아
- 오소연